# Hristo Kolev
Hristo Kolev (bulgare : Христо Колев), né le 21 septembre 1964 à Plovdiv en Bulgarie, est un footballeur international bulgare qui évoluait au poste de milieu de terrain, avant de devenir ensuite entraîneur.

## Biographie

### Carrière de joueur

#### Carrière en club
Hristo Kolev évolue en Bulgarie et en Grèce. Il joue principalement en faveur du Lokomotiv Plovdiv, du Panathinaïkos, de l'Athinaïkós Vyronas, et de l'AS Edessaikos.
Il dispute 194 matchs en première division grecque, inscrivant 49 buts. Il inscrit 10 buts dans ce championnat lors de la saison 1989-1990. Il brille également dans le championnat bulgare, inscrivant 16 buts lors de la saison 1986-1987.
Il remporte avec le Panathinaïkos un titre de champion de Grèce et une Coupe de Grèce. 
Au sein des compétitions européennes, il prend part à huit matchs en Coupe des coupes.

#### Carrière en sélection
Hristo Kolev reçoit 21 sélections en équipe de Bulgarie entre 1985 et 1990, inscrivant sept buts. Toutefois, seulement 19 sélections sont officiellement reconnues par la FIFA.
Il joue son premier match en équipe nationale le 27 août 1985, contre le Mexique. Lors de ce match disputé à Los Angeles, il inscrit son premier but en sélection (score : 1-1).
Il inscrit son deuxième but le 30 octobre 1985, en amical contre la Hongrie (défaite 3-0 à Pécs). Il marque ensuite deux buts lors des éliminatoires de l'Euro 1988, contre le Luxembourg, en date du 30 avril 1987 et du 20 mai 1987. La Bulgarie remporte ces deux rencontres, sur le score de 1-4 puis 3-0.
Il inscrit ses quatrième et cinquième but à Dubaï, contre les Émirats arabes unis. Il marque son dernier but le 19 octobre 1988, contre la Roumanie. Ce match perdu 1-3 à Sofia rentre dans le cadre des éliminatoires du mondial 1990.
Il figure dans le groupe des sélectionnés lors de la Coupe du monde de 1986. Lors du mondial organisé au Mexique, il ne joue aucun match.

### Carrière d'entraîneur
Il dirige les joueurs du Lokomotiv Plovdiv pendant plusieurs saisons au cours des années 2010, que ce soit comme entraîneur adjoint ou entraîneur en chef.

## Palmarès
Avec le Panathinaïkos
- Champion de Grèce en 1990
- Vainqueur de la Coupe de Grèce en 1989